# Ривертон (Іллінойс)
Ривертон (англ. Riverton) — селище (англ. village) в США, в окрузі Сенґамон штату Іллінойс. Населення — 3532 особи (2020).

## Географія
Ривертон розташований за координатами 39°50′46″ пн. ш. 89°32′30″ зх. д. / 39.84611° пн. ш. 89.54167° зх. д. (39.846051, -89.541547).  За даними Бюро перепису населення США в 2010 році селище мало площу 5,74 км², з яких 5,65 км² — суходіл та 0,09 км² — водойми. В 2017 році площа становила 6,27 км², з яких 6,18 км² — суходіл та 0,09 км² — водойми.

## Демографія
Згідно з переписом 2010 року, у селищі мешкало 3455 осіб у 1373 домогосподарствах у складі 958 родин. Густота населення становила 602 особи/км².  Було 1431 помешкання (249/км²).
Расовий склад населення:
| - 97,2 % — білих - 0,5 % — чорних або афроамериканців - 0,4 % — корінних американців - 0,3 % — азіатів |

До двох чи більше рас належало 1,4 %. Частка іспаномовних становила 1,3 % від усіх жителів.
За віковим діапазоном населення розподілялося таким чином: 27,6 % — особи молодші 18 років, 61,6 % — особи у віці 18—64 років, 10,8 % — особи у віці 65 років та старші. Медіана віку мешканця становила 35,5 року. На 100 осіб жіночої статі у селищі припадало 92,7 чоловіків;  на 100 жінок у віці від 18 років та старших — 88,0 чоловіків також старших 18 років.
Середній дохід на одне домашнє господарство  становив 57 701 долар США (медіана — 55 602), а середній дохід на одну сім'ю — 61 006 доларів (медіана — 60 851). За межею бідності перебувало 20,8 % осіб, у тому числі 32,1 % дітей у віці до 18 років та 0,0 % осіб у віці 65 років та старших.
Цивільне працевлаштоване населення становило 1748 осіб. Основні галузі зайнятості: освіта, охорона здоров'я та соціальна допомога — 22,3 %, публічна адміністрація — 16,3 %, роздрібна торгівля — 13,5 %.